# Izomorfism
În matematică, prin izomorfism (din limba greacă : ἴσος (isos) „egal”, și μορφή (morphe) „formă”) se înțelege o funcție între două mulțimi peste care s-au definit câte o structură algebrică, funcție care satisface două condiții:
1. este morfism (adică păstrează structura algebrică, în sensul că orice relație ar exista între niște elemente din prima mulțime, relația respectivă se regăsește între elementele corespunzătoare — imagini prin funcția studiată — din a doua mulțime);
2. admite un alt morfism care o „inversează” (formal, pentru f : A → B, există g : B → A morfism astfel încât g ∘ f = IdA și f ∘ g = IdB). Această condiție necesită ca f să fie bijectivă, dar cere în plus ca inversa ei să fie tot morfism.

Două structuri algebrice între care se poate stabili un izomorfism se numesc izomorfe. Două structuri izomorfe sunt intuitiv vorbind una și aceeași structură algebrică, construită pe mulțimi diferite. Ca urmare, două structuri algebrice izomorfe au aceleași proprietăți intrinseci: orice proprietate a elementelor primei structuri se transpune pe cea de-a doua prin izomorfismul stabilit.